# مارکسیسم دموکراتیک
مارکسیسم دموکراتیک واژه‌ای است که برای تأکید بر سازگاری بین دموکراسی و مارکسیسم به‌کار می‌رود. به گفته کنت مگیل در کتاب خود نظریه دموکراتیک جدید:
مارکسیسم دموکراتیک مارکسیسم اصیل است؛ مارکسیسم بر ضرورت اقدام انقلابی تأکید می‌کند. وفاداری به جنبش، نه وفاداری به آموزه خاصی، از ویژگی‌های مارکسیسم ارتدوکس دموکراتیک است. 
مایکل اچ فلیت در کتاب راه دموکراتیک شیلی به سوسیالیسم از واژه مارکسیسم دموکراتیک برای توصیف ماهیت دولت شیلی در زمان ریاست سالوادور آلنده استفاده می کند:
با این حال، در طول حداقل دو سال از سه سال حکومت مارکسیستی دموکراتیک، شیلی با بحران‌های شدید اقتصادی و سیاسی روبرو شد.